# Silver Strikers Football Club
Il Silver Strikers Football Club è una società calcistica con sede a Lilongwe in Malawi.
Milita nella TNM Super League la massima serie calcistica del Malawi.

## Rosa 2023-2024
- Silver Strikers Football Club 2012-2013

- Silver Strikers Football Club 2023-2024

## Palmarès

### Competizioni nazionali
- Campionato malawiano: 9

1993, 1994, 1996, 2008, 2010, 2012, 2013, 2014, 2024
- Malawi FAM Cup: 2

2007, 2021
- BP TOP 8: 1

2002

### Altri piazzamenti
- Campionato malawiano:

Secondo posto: 2023
Terzo posto: 2016, 2017, 2018